# Wapen van Westwoud

Wapen van Westwoud

Het wapen van Westwoud werd op 22 oktober 1817 per besluit van de Hoge Raad van Adel bevestigd in gebruik bij de Noord-Hollandse gemeente Westwoud. Het bleef tot de opheffing van de gemeente in 1979 in gebruik. Westwoud is opgesplitst over diverse gemeenten, waarbij het grootste deel onder Drechterland is komen te vallen. In het wapen van Drechterland zijn geen elementen uit dat van Westwoud opgenomen.

## Blazoenering
De blazoenering van het wapen luidt als volgt:
Van zilver beladen met een dorre boom in welker takken zijn geplaatst 3 vogelen, op een terras, alles van sabel.
Het wapen is zilver van kleur met daarop een zwarte dorre boom, staande in een zwarte grond. Niet vermeld is dat van de vogels er een boven en twee onder in de boom zitten. Twee van de vogels kijken naar heraldisch rechts. De heraldisch linker vogel is afgewend, deze kijkt naar heraldisch links.

## Symboliek
De drie vogels stonden mogelijk symbool voor de drie plaatsen in de gemeente Westwoud, te weten: Binnenwijzend, Oudijk en het dorp Westwoud.

## Vergelijkbare wapens
De volgende wapens hebben net als Westwoud een (dorre) boom als element:

Wapen van Blokker
Wapen van Bovenkarspel
Wapen van Grootebroek
Het wapen van Hauwert, een dorpswapen
Wapen van Hoogwoud
Wapen van Midwoud
Wapen van Noorder-Koggenland
Wapen van Opmeer
Wapen van Scharwoude
Wapen van Schellinkhout
Wapen van Sijbekarspel
Wapen van Stede Broec
Het oude wapen van Venhuizen
Het laatste wapen van Venhuizen
Wapen van Wognum